# Borek Fałęcki

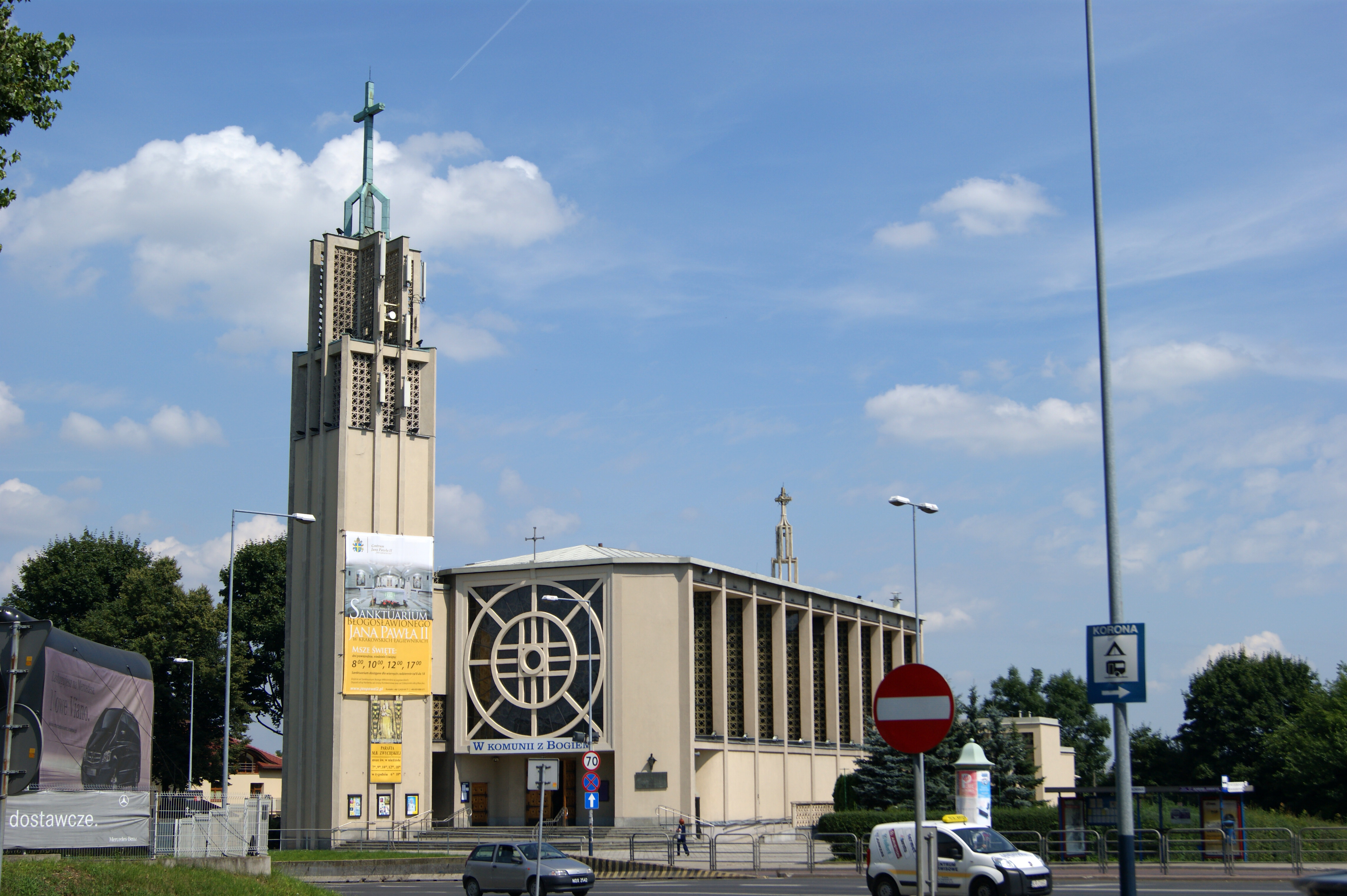
Ortskirche

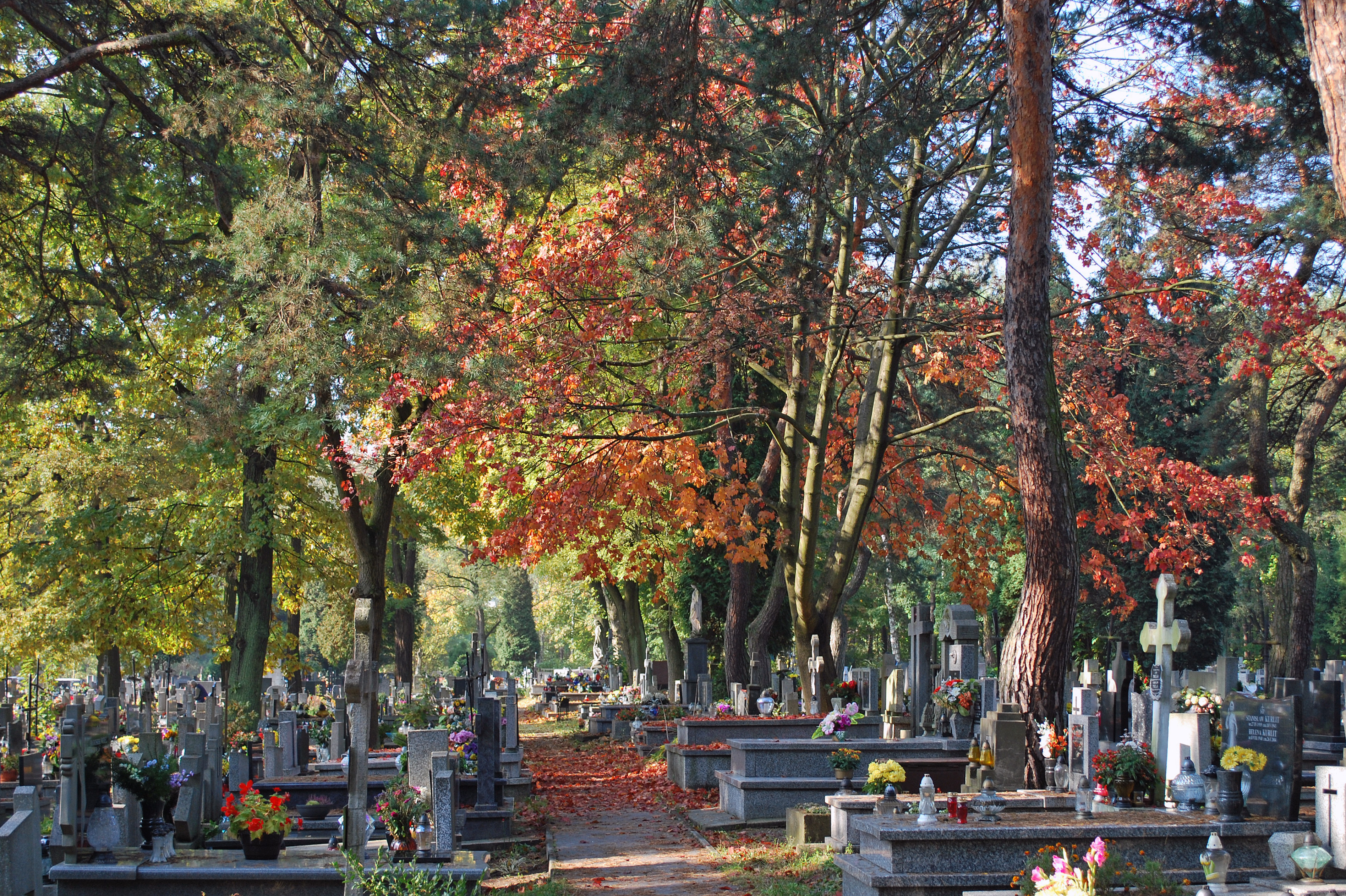
Friedhof

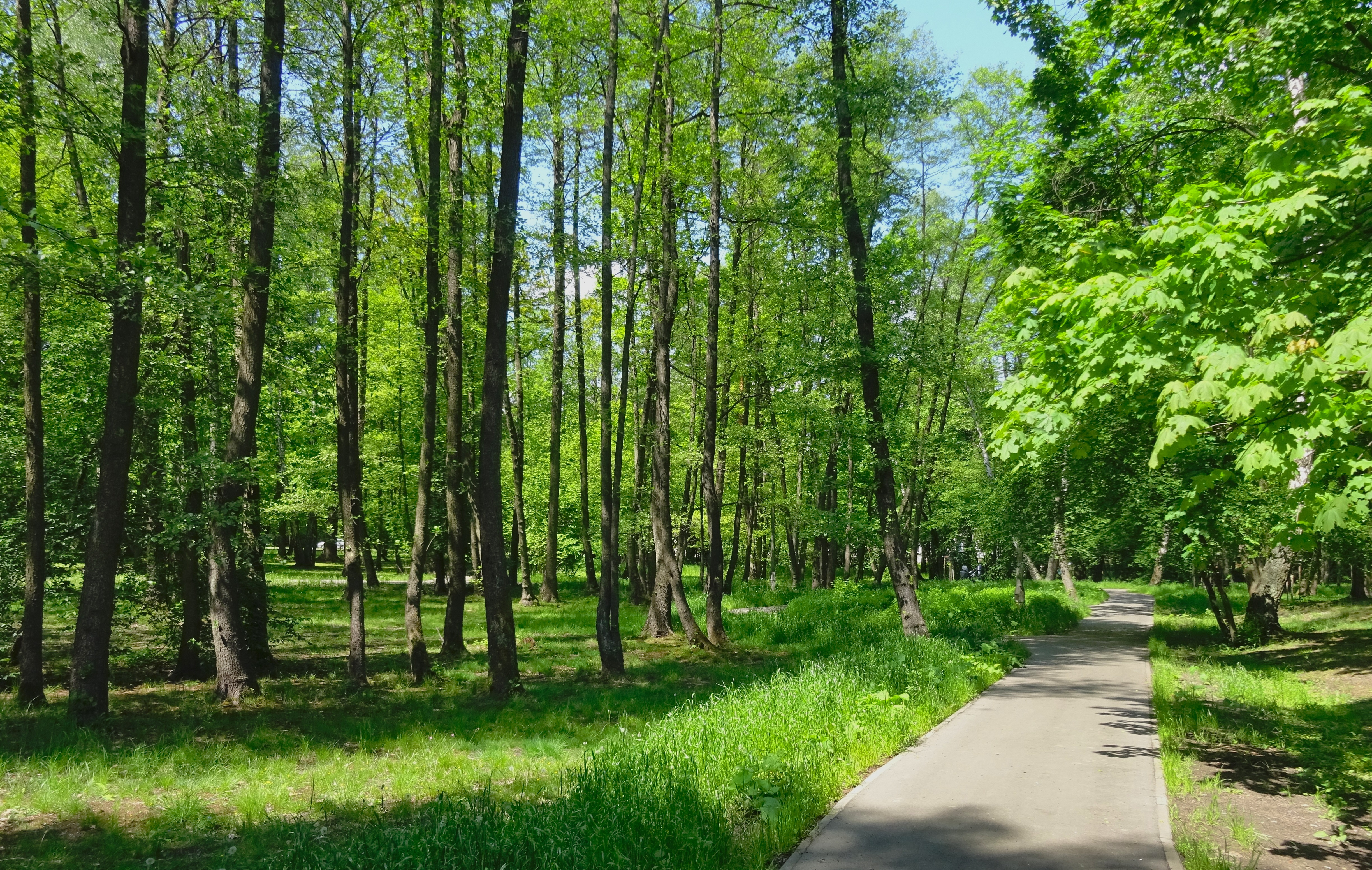
Solvay-Park

Borek Fałęcki ist ein südlicher Stadtteil der Großstadt Krakau, an der Zakopianka im Stadtbezirk IX Łagiewniki-Borek Fałęcki, in Polen.

## Geschichte
Der Ort wurde im Jahr 1382 als Borek erstmals urkundlich erwähnt. Der Name Borek (diminutive Form von bór – Nadelwald) wurde in der Mitte des 19. Jahrhunderts mit dem Adjektiv Fałęski, später Fałęcki, nach dem Personennamen Fałęta, hinzugefügt, um es unter anderen von Borek Szlachecki zu unterscheiden.
Politisch zählte der Ort zunächst zum Königreich Polen (ab 1569 in der Adelsrepublik Polen-Litauen), Woiwodschaft Krakau, Kreis Szczyrzyc. 1464 wurde das zur Pfarrei von Kazimierz gehörende Dorf vom Kasimir IV. Andreas vom polnischen ins Magdeburger Recht übertragen.
Bei der Ersten Teilung Polens kam Borek Fałęcki 1772 zum neuen Königreich Galizien und Lodomerien des habsburgischen Kaiserreichs (ab 1804). Die Österreicher bauten einen Zweig der Reichsstraße zwischen Wien und Lemberg nach Josephstadt (Podgórze) durch Borek. Nach der Aufhebung der Patrimonialherrschaften bildete es eine Gemeinde im Gerichtsbezirk Skawina.
Im Jahr 1900 verfügte die Gemeinde Borek Fałęcki über eine Fläche von 399 Hektar mit 79 Häusern und 564 Einwohnern (plus 6 Gebäude und 57 Einwohner im Gutsgebiet), davon waren alle polnischsprachig, außer Römisch-Katholiken gab es 7 Juden (19 im Gutsgebiet).
Im Zuge der Industrialisierung wurden unter anderen eine Ziegelei, eine Kerzenfabrik, eine Eisenhütte (von Juliusz Epstein in 1905) oder die Sodafabrik Solvay (in 1906) gegründet. In den Jahren 1909 bis 1912 wurde eine Arbeitersiedlung gebaut.
Nach dem Ende des Ersten Weltkriegs 1918 und dem Zusammenbruch der K.u.k.-Monarchie kam das Dorf zu Polen. Im Jahr 1933 begann der Bau der Pfarrkirche am Hügel Górka Borkowska bei der Zakopianka, der wurde nicht vor dem Krieg beendet.
Es wurde im Jahr 1941 von deutschen Besatzern nach Krakau eingemeindet, was erst am 18. Januar 1945 von polnischen Verwaltung bestätigt wurde. In der Sodafabrik Solvay arbeitete im Zweiten Weltkrieg Karol Józef Wojtyła, der später als der Papst Johannes Paul II. 1997 den Stadtteil und die alten Freunde besuchte.
1950 wurde es an die Straßenbahn Krakau angeschlossen, kurz danach wurden erste Plattenbau-Siedlungen errichtet.